# Лисий (остров, Вышневолоцкое водохранилище)
Лисий — самый крупный из островов на Вышневолоцком водохранилище в Вышневолоцком районе Тверской области. На постоянной основе там никто не живёт, однако на острове расположена ящурная станция, несколько лабораторий и автономная подстанция. На острове проложены дороги.
Лисий порос лесом. В длину остров всего лишь 3 км. Также на острове есть тихая гавань. Расстояние от берегов до Лисьего в разных местах от 1 до 6 км.
Попасть на остров почти невозможно, не имея серьёзных плавсредств.